# Gemeinde Kaçanik
Die Gemeinde Kaçanik (albanisch Komuna e Kaçanikut, serbisch Општина Качаник Opština Kačanik) ist eine Gemeinde im Kosovo. Sie liegt im Bezirk Ferizaj. Verwaltungssitz ist die Stadt Kaçanik.

## Geographie
Die Gemeinde Kaçanik befindet sich im Südosten Kosovos. Im Süden grenzt sie an die Gemeinde Han i Elezit, im Westen an Štrpce, im Norden an Ferizaj und im Osten an Vitia. Ebenfalls hat sie eine Grenze zum Nachbarland Nordmazedonien (südwestlich zur Opština Jegunovce und südöstlich zur Opština Čučer-Sandevo). Insgesamt befinden sich 31 Dörfer in der Gemeinde, ihre Fläche beträgt 221 km². Zusammen mit den Gemeinden Han i Elezit, Ferizaj, Shtime und Štrpce bildet die Gemeinde den Bezirk Ferizaj.
| Ferizaj         | Ferizaj                                     | Vitia               |
| Štrpce          | Kompassrose, die auf Nachbargemeinden zeigt | Vitia               |
| Jegunovce (NMK) | Han i Elezit                                | Čučer-Sandevo (NMK) |

Grenzlängen der Nachbargemeinden
| Gemeinden                | Länge in km |
| ------------------------ | ----------- |
| Ferizaj                  | 20,05       |
| Vitia                    | 27,10       |
| Nordmazedonien (Südost)  | 6,62        |
| Han i Elezit             | 23,34       |
| Nordmazedonien (Südwest) | 11,42       |
| Štrpce                   | 12,88       |
| Gesamt                   | 101,41      |

## Bevölkerung
Die letzte amtliche Schätzung von 2021 beziffert die Einwohnerzahl auf 34.672.
Die Volkszählung aus dem Jahr 2011 ergab für die Gemeinde Kaçanik eine Einwohnerzahl von 33.409, hierunter 33.362 Albaner, 20 Bosniaken, fünf Roma, zwei Türken, ein Serbe und ein Aschkali.
33.391 deklarierten sich als Muslime, zwei als Katholiken und zwei als Orthodoxe.
| Zensus    | 1948   | 1953   | 1961   | 1971   | 1981   | 1991   | 2011   | 2021   |
| --------- | ------ | ------ | ------ | ------ | ------ | ------ | ------ | ------ |
| Einwohner | 12.997 | 14.406 | 15.734 | 19.284 | 25.028 | 30.981 | 33.409 | 34.672 |

| Ethnie         | Albaner | Serben | Türken | Bosniaken | Roma | Aschkali | Andere | Unbekannt |
| -------------- | ------- | ------ | ------ | --------- | ---- | -------- | ------ | --------- |
| Einwohner 2011 | 33.362  | 1      | 2      | 20        | 5    | 1        | 7      | 11        |

| Religion       | Muslime | Orthodoxe | Katholiken | Konfessionslose | Andere | Unbekannt | Antwort verweigert |
| -------------- | ------- | --------- | ---------- | --------------- | ------ | --------- | ------------------ |
| Einwohner 2011 | 33.391  | 2         | 2          | -               | 1      | 11        | 2                  |

## Orte
| Albanisch        | Serbisch      | Einwohnerzahl (2011) |
| ---------------- | ------------- | -------------------- |
| Bajnica          | Banjica       | 475                  |
| Begraca          | Belograce     | 2.116                |
| Biçec            | Bičevac       | 1.696                |
| Bob              | Bob           | 1.796                |
| Doganaj          | Doganović     | 957                  |
| Drenogllava      | Dreno Glava   | 34                   |
| Dubrava          | Dubrava       | 564                  |
| Duraj            | Dura          | 651                  |
| Elezaj           | Eleza         | 495                  |
| Gabrica          | Gabrica       | 493                  |
| Gajre            | Gajre         | 574                  |
| Gërlica e Epërme | Gornja Grlica | 387                  |
| Gjurgjedell      | Đurđev Dol    | 436                  |
| Glloboçica       | Globočica     | 1.287                |
| Ivaja            | Ivaja         | 596                  |
| Kaçanik          | Kačanik       | 10.393               |
| Kaçanik i Vjetër | Stari Kačanik | 1.940                |
| Korbliq          | Korbulić      | 124                  |
| Kotlina          | Kotlina       | 416                  |
| Kovaçec          | Kovačevac     | 1.030                |
| Llanishta        | Lanište       | 172                  |
| Nikaj            | Nikaj         | 778                  |
| Nikoc            | Nikovce       | 0                    |
| Reka             | Reka          | 652                  |
| Runjeva          | Runjevo       | 698                  |
| Semaja           | Semanja       | 193                  |
| Sllatina         | Slatina       | 211                  |
| Soponica         | Sopotnica     | 1.152                |
| Stagova          | Stagovo       | 1.160                |
| Strazha          | Straža        | 258                  |
| Vata             | Vata          | 1.675                |